# List do Galatów
List do Galatów [Ga], List do Galacjan [Gal] – jeden z listów apostoła Pawła, znajdujący się w Nowym Testamencie. 
Galacja w Azji Mniejszej była rzymską prowincją, w której Paweł osobiście prowadził ewangelizację i założył lokalny kościół. Jednak po jego wyjeździe rozpowszechnił się w tym kościele ruch głoszący konieczność przyjęcia prawa żydowskiego, a zwłaszcza obrzezania przez nawracanych na chrześcijaństwo pogan. Paweł zwraca uwagę na fakt, że wiara i łaska, a nie wypełnianie przepisów prawa żydowskiego, jest warunkiem zbawienia.

## Treść listu
- 1,1-5 — prolog
- 1,6 – 2,21 — Paweł broni swojej ewangelii
- 3,1-24 — zbawia wiara a nie prawo
- 3,25 – 4,31 — synostwo Boże
- 5,1-15 — wolność chrześcijańska
- 5,16-26 — przeciwieństwo ciało-duch
- 6,1-10 — napomnienia
- 6,11-18 — epilog.

## Data powstania
Większość biblistów datuje powstanie Listu na rok 53, a więc po soborze jerozolimskim. Niektórzy datują na rok 57 ze względu na podobieństwo do 2 Koryntian.
- W Ga 4, 13 Paweł nadmienia: „gdy za pierwszym razem zwiastowałem wam Ewangelię”, może to oznaczać, że był tam więcej niż jeden raz;
- Przybycie Pawła do Jerozolimy wspomniane w Ga 2, 1 nn utożsamia się z soborem apostolskim opisanym w Dz 15, 6-21.

Istnieją też argumenty na rzecz powstania tego Listu jeszcze przed Soborem Apostolskim, a więc na rok 48: 
- List do Galatów mówi tylko o dwóch wizytach Pawła w Jerozolimie po jego nawróceniu (Ga 2, 1), natomiast według Dziejów Apostolskich Sobór Apostolski winien być trzecią jego wizytą;
- drugie przybycie Pawła do Jerozolimy, nastąpiło „po czternastu latach” (Ga 2, 1 nn), a więc ok. 44 roku – rok śmierci Heroda Agryppy I, śmierć ta opisana jest w Dz 12, 23 i miała miejsce podczas pobytu Pawła w Jerozolimie – Dz 12, 25 (por. Dz 11, 29-30);
- druga wizyta w Jerozolimie nastąpiła na skutek objawienia (Ga 2, 2), a to można zharmonizować z proroctwem Agabosa (Dz 11, 28);
- Ga 2, 9 wspomina Jakuba, który został ścięty w Dz 12, 2;
- Dz 15, 1. 24 nadmienia o judaistach z Jerozolimy, dobrze odpowiada „fałszywym braciom” z Ga 2, 4, List więc powstał na krótko przed soborem;
- w Liście do Galatów nie ma żadnych odniesień do ustaleń soboru, gdyby Paweł pisał po soborze prawdopodobnie powołałby się na te ustalenia, ponieważ umocniłoby to jego argumentację.

## Adresaci Listu
List jest pisany do kościołów w Galacji założonych przez apostoła Pawła podczas jego pierwszej podróży misyjnej. Są to: Antiochia Pizydyjska, Ikonium, Listra i Derbe.